# James I. Dungan

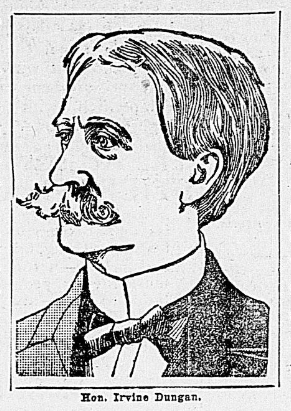
James I. Dungan

James Irvine Dungan (* 29. Mai 1844 in Canonsburg, Pennsylvania; † 28. Dezember 1931 in Jackson, Ohio) war ein US-amerikanischer Politiker. Zwischen 1891 und 1893 vertrat er den Bundesstaat Ohio im US-Repräsentantenhaus.

## Werdegang
James Dungan besuchte die öffentlichen Schulen seiner Heimat, die Denmark Academy in Iowa und das Washington College, ebenfalls in Iowa. Nach einem anschließenden Jurastudium und seiner 1868 erfolgten Zulassung als Rechtsanwalt begann er in Jackson in diesem Beruf zu arbeiten. Während des Bürgerkrieges diente er als Feldwebel (Color Sergeant) in einer Infanterieeinheit aus Iowa. In den Jahren 1867 und 1868 war er Schulrat in Jackson und Bezirksschulrevisor. Gleichzeitig schlug er als Mitglied der Demokratischen Partei eine politische Laufbahn ein. Im Jahr 1869 war er Bürgermeister der Stadt Jackson; von 1877 bis 1879 gehörte er dem Senat von Ohio an. Im Juni 1880 nahm er als Delegierter an der Democratic National Convention in Cincinnati teil.
Bei den Kongresswahlen des Jahres 1890 wurde Dungan im 13. Wahlbezirk von Ohio in das US-Repräsentantenhaus in Washington, D.C. gewählt, wo er am 4. März 1891 die Nachfolge von Joseph H. Outhwaite antrat. Da er im Jahr 1892 nicht bestätigt wurde, konnte er bis zum 3. März 1893 nur eine Legislaturperiode im Kongress absolvieren. Zwischen 1893 und 1895 arbeitete Dungan als Jurist für das US-Innenministerium. Anschließend kehrte er nach Jackson zurück, wo er wieder als Rechtsanwalt praktizierte. Im Jahr 1913 war er außerdem juristischer Vertreter seiner Heimatstadt. Er starb am 28. Dezember 1931 in Jackson, wo er auch beigesetzt wurde.